# إم بلاير
إم بلاير (بالإنجليزية: MPlayer)‏ هو مشغّل وسائط متعددة حر مفتوح المصدر يوزّع تحت رخصة جنو العمومية العامة. يتوفّر البرنامج لكل أنظمة التشغيل الرئيسيّة، شاملة لينكس وشبيهات يونكس الأخرى، ميكروسوفت ويندوز وماك أو.إس.إكس.
يشتهر البرنامج بدعمه لمدى واسع من صيغ الوسائط المتعدّدة.
إم بلاير هو برنامج سطر أوامر بالأساس، لكن له العديد من الواجهات الرسوميّة الاختياريّة لكل من أنظمة التشغيل التي يدعمها. أشهر الواجهات المستخدمة هي SMPLAYER حيث أن هذا الأخير هو برنامج مبني على Mplayer (واجهة رسومية لنظام النوفذة إكس تعمل على جنو/لينكس وشبيهات يونكس الأخرى) و MPlayer OS X (لماك أو.إس.إكس) و MPUI (لويندوز) وهناك العديد من الواجهات البديلة المتوفّرة لكل منصّة.

## التطوير
بدأ تطوير إم بلاير في عام 2000 بواسطة Árpád Gereöffy ومالبث ان انضمّ إليه العديد من المطوّرين الآخرين. في البداية كان أغلب المطوّرين من المجر لكن يعمل على تطويره حاليا مطوّرين من كل أنحاء العالم.
كان إم بلاير يدعى سابقا "MPlayer - The Movie Player for Linux" لكن بعد أن صار متوفّرا للعديد من أنظمة التشغيل اختصر هذا إلى "MPlayer - The Movie Player"

## صيغ الوسائط المدعومة
- اقراص: قرص مضغوط، دي في دي، Video CDs
- ملفات حاوية: ثري جي بي، تداخل الصوت والفيديو، ASF، فلاش فيديو، ماتروسكا، MOV (QuickTime)، إم بي إي جي-4 بارت 14، NUT، أوغ، أوغ، ريل بلاير
- كودك فيديو: 3ivx، Cinepak، ديف إكس، DV، H.263، أتش 264، HuffYUV، Indeo، MJPEG، مبيج-1، إم بي إي جي 2، MPEG-4، RealVideo، Sorenson، ثيورا، ويندوز ميديا فيديو، Xvid
- كودك صوت: AAC، AC3، ALAC، AMR، FLAC، MP3، ريال أوديو، Shorten، سبيكس، فربس، نظام ويندوز الصوتي
- انماط عناوين ثانوية: AQTitle، ASS/SSA، CC، JACOsub، MicroDVD، MPsub، أوغ، PJS، RT، SAMI، SRT، SubViewer، دايركت فوب سب، VPlayer

إم بلاير يدعم أيضا العديد من المحركات لاظهار الفيديو، منها X11، OpenGL، DirectX، Quartz Compositor، VESA، SDL والأقل الستخداماً مثل فن أسكي and Blinkenlights. يمكن أيضاً استخدامه لعرض معلومات من التلفاز عن طريق tv card باستخدام tv://channel.

## وصلات خارجية
- إم بلاير على موقع Open Hub (الإنجليزية)
- صفحة برنامج إم بلاير  على أوبن هب
- موقع وِب الرسمي، مع وثائق تفصيليّة.
- قائمة بالكودك المدعومة
- مشاريع متعلّقة بإم بلاير
- ملحق إم بلاير لمتصفّح موزيلا
- MPUI - إم بلاير لويندوز